# 馬克西米連一世 (神聖羅馬帝國)
馬克西米連一世（德語：Maximilian I，1459年3月22日—1519年1月12日），神圣罗马帝国皇帝，1493年至1519年間為奥地利大公，也被稱作「马克西米利安大帝」。他是神聖羅馬帝國皇帝腓特烈三世的長子、神圣罗马皇帝查理五世的祖父。通过自己和子女的婚姻，马克西米利安使哈布斯堡家族获得了低地、中欧、伊比利亚等领土，奠基了哈布斯堡王朝盛世。

## 生平
1477年，馬克西米利安同勃艮第的瑪麗订婚，由于其岳父大胆查理在南锡战死，馬克西米利安成为勃艮第公国的继承人。1479年，在吉内加特战役中击败法兰西国王路易十一后，马克西米利安保卫了妻子的領地，将勃艮第领地纳入哈布斯堡家族名下。玛丽死后，馬克西米利安打算娶布列塔尼的安妮为妻，以此获得布列塔尼公国的领地。當通过代理人举行过婚礼后，查理八世出兵干涉，马克西米利安只好作罢。1486年，马克西米利安被选为罗马人的国王，与其父亲共治帝国。
1490年，马加什一世死后，马克西米利安获得奥地利领土，并參與争奪匈牙利和波希米亞，通过普雷斯堡和约的签订，哈布斯堡家族获得了两地的王位继承权（前提是两地君主绝嗣）。1493年，腓特烈三世去世，他成为了哈布斯堡家族的首领。
1494年，法兰西國王查理八世侵犯意大利，开启了长达半个世纪的意大利战争，为了寻求支援，馬克西米利安一世娶了米蘭公国斯福尔扎家族的瑪麗亞，又同阿拉贡的费尔南多二世结成双重的儿女亲家。1495年，马同教宗国、西班牙、威尼斯、米兰结成同盟，次年赶走入侵意大利的法军。1499年，舊瑞士邦聯不服从帝国法令，他下令征讨，但尚未有动身，前锋已经大败，马只好承认瑞士独立。此后，德意志诸侯逼迫他将权力交给帝國议会。此后一段时间，马克西米利安成为一个虛君，甚至想要戒欲修身，竞选教宗。但马重新振作，在1504年的王朝战争中得胜，重振声威。1508年2月，他使教宗儒略二世准許罗马人的国王不經教宗加冕自行稱帝（但其頭銜必須為「羅馬人的當選皇帝」，拉丁語：Electus Romanorum Imperator），同年，马与教皇国、法国、西班牙组成康布雷同盟，对威尼斯共和国开战，战胜后他获得维羅纳、维琴察和伦巴第的帕多瓦。
1511年通过女儿尼德兰摄政——奥地利的玛格丽特的努力，马解除了与法蘭西王國的盟约，转而同英国、西班牙和教皇结成新的神圣同盟，并于1513年在斯普尔斯战役中战胜法军，将法国势力逐出了意大利。但1515年法蘭西國王弗朗索瓦一世重新逐鹿意大利，并在马里尼亚诺战役中击溃了马的同盟米兰公爵馬克西米利安·斯福爾扎，根据《布鲁塞尔和约》，米兰归属法蘭西王國，维羅纳归属威尼斯，马克西米利安一世仅保有蒂罗尔地区神圣罗马帝国在意大利的统治进一步被削弱。

## 联姻安排

### 本人
马克西米利安于1477年8月18日迎娶勃艮第公国公爵大胆查理的独女玛丽。在玛丽的父亲去世后，作为唯一继承人，勃艮第领土统统并入哈布斯堡皇室领地。瑪麗過世後，他再娶布列塔尼女公爵安妮，不过吞并布列塔尼的野心却因法国干涉而作罢。1497年，他第三次結婚，迎娶米蘭公爵之女比安卡·玛丽亚·斯福尔扎。这次婚姻讓他從義大利獲得大量現金，幫助馬克西米利安在1508年被確認為罗马人的皇帝。

### 子女
马克西米利安的儿女，多与外国王族通婚，在他堪称豪赌的联姻安排下，哈布斯堡王朝在欧洲的影响，大大增强。
马克西米利安之子美男子腓力于1496年10月20日迎娶卡斯蒂利亚王储疯女胡安娜，开创了西班牙哈布斯堡王朝。1506年，腓力英年早逝，马克西米利安之孙（腓力之子）查理便继承了勃艮第伯爵和法蘭德斯伯爵等职務，成为了西属尼德兰的首位统治者。1516年，查理祖父阿拉貢国王费迪南二世病逝，查理因此与被架空的母亲胡安娜女王共治，成为西班牙国王卡洛斯一世。自此，西班牙全部领土归入哈布斯堡家族。
马克西米利安的另一位孙子，日后的神圣罗马皇帝斐迪南一世于1521年5月25日迎娶了波希米亚公主安娜·雅盖洛，次年，斐迪南的妹妹玛利亚公主嫁与匈牙利兼波希米亚国王拉約什二世，这两段婚姻为日后奥地利吞并波希米亚和奥匈合组二元帝国埋下伏线。1526年8月29日，拉約什二世战死，斐迪南以姐夫身份继承匈牙利和波西米亚国王。虽然在匈牙利出现了争位者，但很快便被平定。

## 家庭

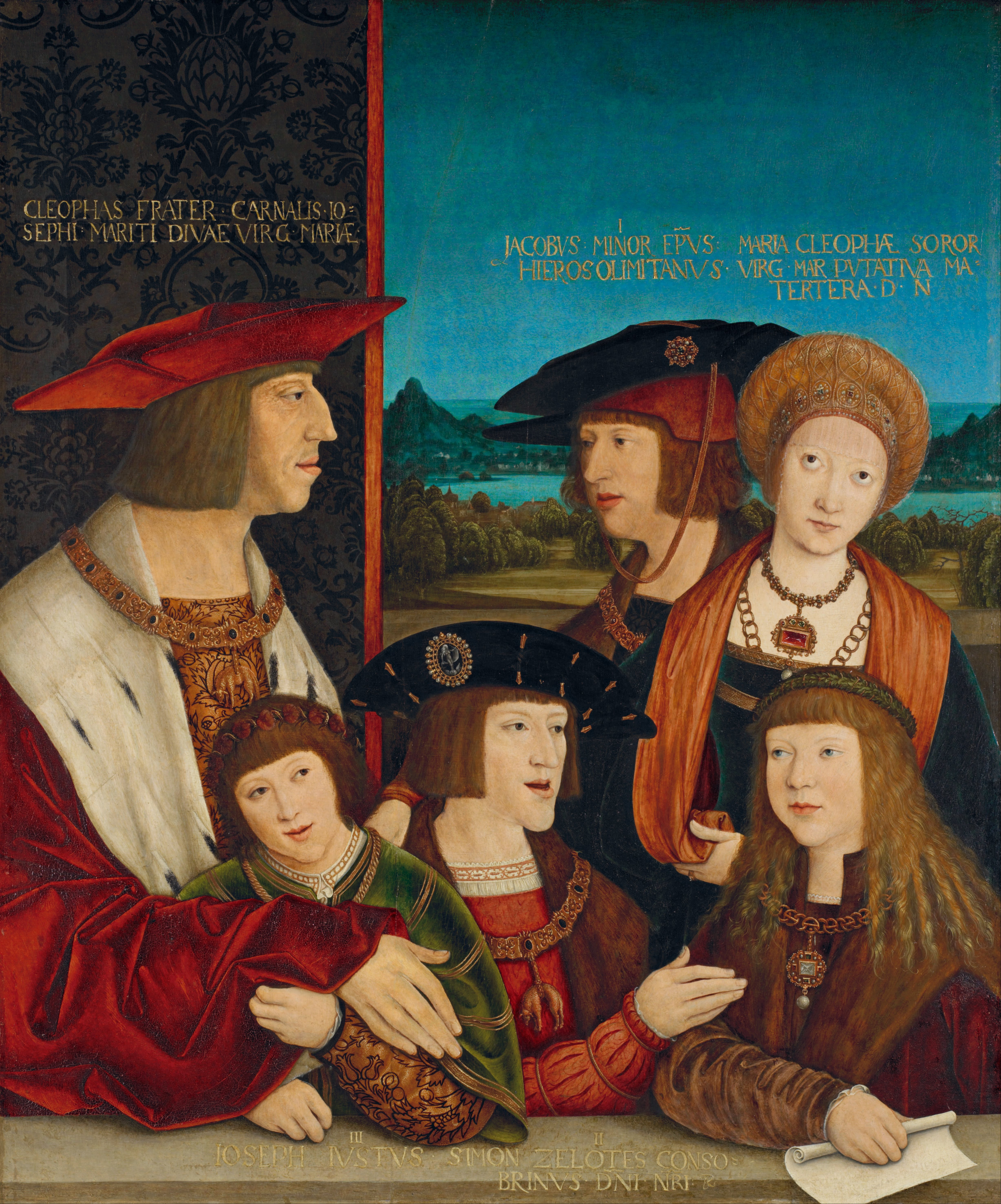
马克西米利安一世與其家庭（維也納藝術史博物館藏）

- 勃艮第的瑪麗（1457-1482）：1477年結婚，勃艮第公爵查理一世之女
  - 腓力一世（1478-1506）：卡斯蒂利亚暨萊昂國王
    - 艾蕾諾爾（1498-1558）：葡萄牙、法國王后
    - 查理五世（1500-1558）：神聖羅馬皇帝
    - 伊莎贝拉（1501-1526）：丹麥（英语：List of Danish royal consorts）、挪威（英语：List of Norwegian royal consorts）暨瑞典王后（英语：List of Swedish royal consorts）
    - 斐迪南一世（1503-1564）：神聖羅馬皇帝
    - 瑪麗亞（1505-1558）：：匈牙利（英语：List of Hungarian consorts）暨波希米亞王后（英语：List of Bohemian consorts）
    - 卡塔里娜（1507-1578）：葡萄牙王后

  - 玛格丽特（1480-1530）：阿斯圖里亞斯親王胡安、萨伏依公爵菲利貝托二世夫人
- 布列塔尼的安妮（1477-1514）：1491年結婚，布列塔尼公爵法蘭索瓦二世之女
- 比安卡·瑪麗亞·斯福爾扎（1472-1510）：1494年結婚，米蘭公爵加萊亞佐·馬里亞·斯福爾扎之女

## 逝世和身后安排
晚年的马克西米利安身体欠佳，甚至将棺材伪装成书箱或财宝箱携带出游。1519年，当他为债务所迫，怀着极坏的心情前往因斯布鲁克时，城市拒绝为他打开城门，皇帝不得不继续前行，不久死在韦尔斯山间小屋里。虽然医生宣称皇帝死于多重并发症，但其真正死因可能是梅毒。
其长孙查理继承帝位，是为查理五世。

## 头衔

當選的羅馬皇帝時期徽章
日耳曼人的国王時期徽章.

- 拉丁文： Maximilianus dei gracia Romanorum imperator electus semperque roborator imperii apostolicus rex Hungarie, Dalmacie, Croacie, etc. Archidux Austriae Dux Burgundiae Britanniae Lotharingiae Brabantiae Styriae Carinthiae Carniolae Limburgae Luxemburgae Et Lathae Comes Flandriae Comites Habsburgi Tyrolis Fayette Giborgis Atrebatensis Et Burgundiae Palatinus Hainaviae Hollandiae Zelandiae, Namurcensi et Zutphen Comitibus, Imperio Romano ac Marchio Burgauensi, Comitibus Arsatiae, Dominis Frisiae, Windmark, Portenau, Salins et Marin, etc.

- 中文：「馬克西米利安，蒙上帝恩典，當選的羅馬皇帝，永遠是帝國的增強者，匈牙利宗徒國王，達爾馬提亞，克羅地亞等。奧地利大公，勃艮第公爵，布列塔尼，洛蘭，布拉班特，斯蒂里亞，卡林西亞，卡尼奧拉，林堡、盧森堡和古爾德；法蘭德斯伯爵、哈布斯堡伯爵、蒂羅爾伯爵、菲耶特伯爵、基堡伯爵、阿圖瓦伯爵和勃艮第伯爵；海諾、荷蘭、澤蘭、那慕爾和聚特芬的帕拉蒂尼伯爵；羅馬帝國和布爾高侯爵、阿爾薩蒂亞伯爵、弗里斯蘭領主、溫德馬克、波爾特瑙、薩林斯和馬林等。」

## 贡献与影响
马克西米利安一世品德高尚，长相英俊，性格浪漫，同时风流成性。因为不顾阻挠迎娶玛丽的行为，他被称为“最后的骑士”。为了宣传哈布斯堡家族的悠久高贵血统，他资助了大量文人与艺术家，并让他们伪造古代文件用以佐证。在军事上，他则是德国雇佣兵（Landsknechts）和帝国炮兵的缔造者，火炮技术的专家。另外，在500－1530年间，由马克西米利安倡导的一种以表面的多条开槽和镂刻线为特征的“马克西米利安式铠甲”风行欧洲。
虽然马克西米利安的一生充满挫折和磨难，但是他的奋斗为哈布斯堡王朝开拓的了广阔的前景。他有14个私生子女；且经常债台高筑；他常异想天开，为了宣扬自己功绩而写就了半小说性质的个人自传《白色国王》（Weiss König）；一旦有了烦恼，他便去打猎消遣...但同时他表面威严而又乐于接近民众；是文艺复兴事业的赞助者和热心参与者；也是虔诚的天主教徒，加入了方濟各會（甚至一度想要竞选教宗）；他也在加强德意志中央集权方面做出过很大努力，但因他自己的广袤领土，他更注重家族而不是帝国的利益，致使诸侯并不支持。
“在你们的国王领导下团结起来，保卫德意志使之免遭法国和土耳其的侵犯，否则就是灭亡”，这是马克西米利安雄辩地向帝国议会，向诸侯们，向城镇议会不断提出的问题。他失败了。但数百年后，历史证实了他的警告。

## 引用
1. 1 2 3 4 5 6  拉迪, 马丁. . 北京日报. 2022.

| 馬克西米連一世 (神聖羅馬帝國) 哈布斯堡王朝出生于：1459年3月22日逝世於：1519年1月12日 | 馬克西米連一世 (神聖羅馬帝國) 哈布斯堡王朝出生于：1459年3月22日逝世於：1519年1月12日 | 馬克西米連一世 (神聖羅馬帝國) 哈布斯堡王朝出生于：1459年3月22日逝世於：1519年1月12日 |
| ------------------------------------------------------------------------------------ | ------------------------------------------------------------------------------------ | ------------------------------------------------------------------------------------ |
| 前任： 腓特烈三世                                                                    | 日耳曼人的国王 神聖羅馬帝国皇帝 1486年－1519年（1508年加冕）                         | 繼任： 查理五世                                                                      |
| 前任： 腓特烈三世                                                                    | 奧地利大公 1493年－1519年                                                            | 繼任： 查理五世                                                                      |
| 前任： 西吉斯蒙德                                                                    | 外奥地利公爵 1490年－1493年                                                          | 繼任： 头衔撤销                                                                      |
| 前任： 大胆查理                                                                      | 勃艮第公爵 1477年－1482年 （依据妻权）                                               | 繼任： 美男子腓力                                                                    |